# Орлов, Дмитрий Александрович (государственный деятель)
Дмитрий Александрович Орлов (13 марта 1894, Пенза, Пензенская губерния, Российская империя — 16 января 1938, Москва, РСФСР) — советский партийный и государственный деятель, ответственный секретарь Татарского областного комитета ВКП (б) (1920—1921), председатель Воронежского облисполкома (1937).

## Биография
Родился в семье учителя. Член РСДРП(б) с августа 1914 г. Обучался в Сабинской гимназии, в Московском университете. В 1915 году был арестован за раздачу листовок. После Февральской революции был освобождён. В августе 1917 года был призван в армию, в 192-й пехотный полк.
- 1919 г. — командир Казанского запасного полка,
- декабрь 1920 — январь 1921 гг. — ответственный секретарь Татарского областного комитета РКП(б),
- 1921—1923 гг. — секретарь областного совета профсоюзов Татарской АССР,
- 1923—1925 гг. — руководитель Пензенского комитета РКП (б),
- 1925 г. — руководитель Пензенского комитета ВКП (б),
- 1925—1928 гг. — руководитель Уральского областного комитета ВКП(б),
- 1928 — работа в аппарате ЦК ВКП (б) в Москве,
- 1934—1936 гг. — заместитель председателя исполнительного комитета Воронежского областного Совета
- январь-август 1937 г. — председатель исполнительного комитета Воронежского областного Совета.

22 августа 1937 года был арестован, а 16 января 1938 года — расстрелян.